# Psalm 149

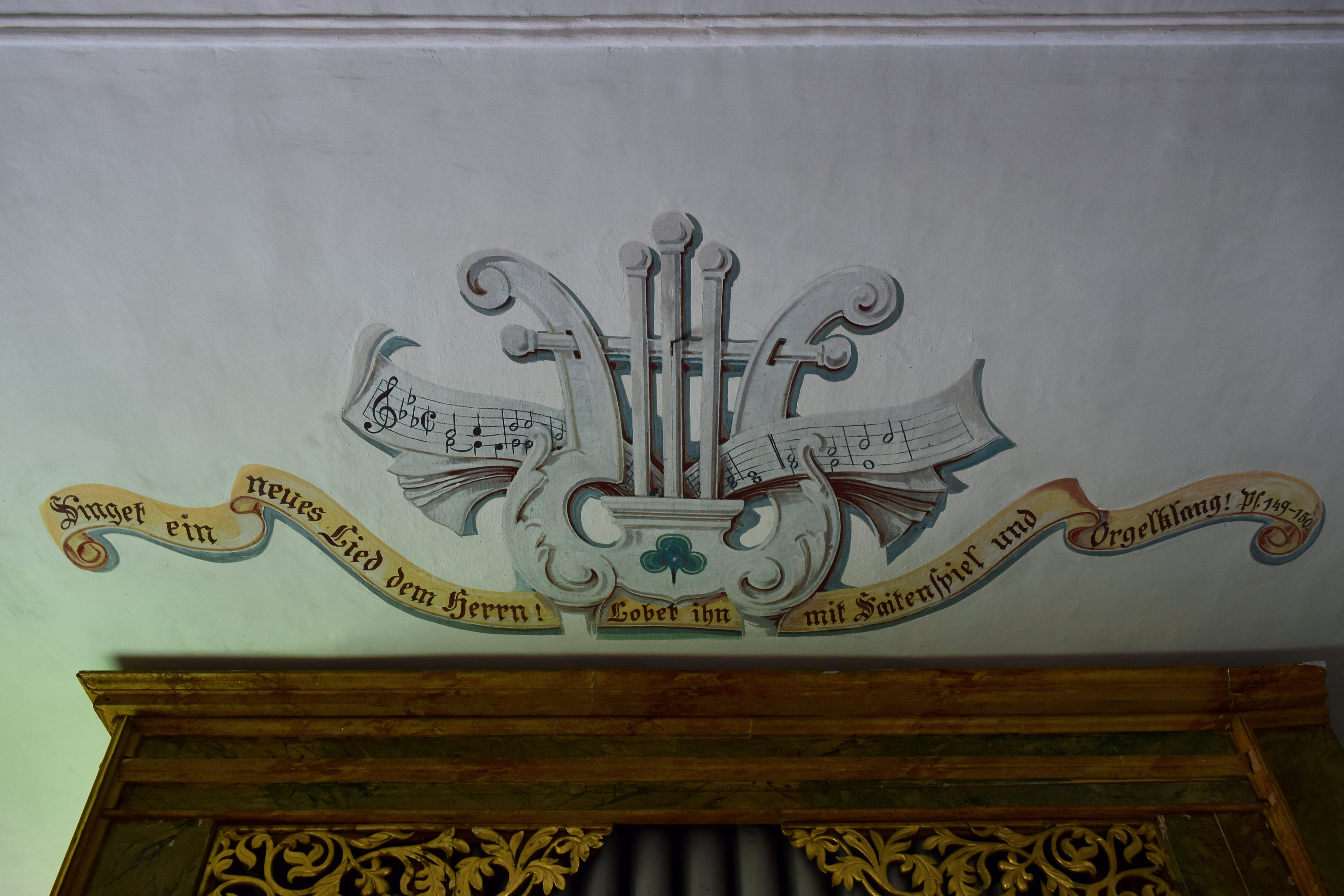
Ausschnitte aus Psalm 149 und 150 in einer Kirche in Hinterriß

Der 149. Psalm ist ein biblischer Psalm. Er ist wie die anderen Psalmen am Ende des Psalters ein Lobpsalm.

## Inhalt
Der Psalmist preist Gott, den Herrn, weil er sich der bedrängten Gemeinde annimmt. Die Verse 5–9 drücken die Erwartung aus, dass das Volk Gottes an Gottes Gericht über die Welt beteiligt wird und dieses selbst ausführt. Die Aussage „wie geschrieben ist“ am Ende des Psalms (Vers 9) bezieht sich wohl auf die Gerichtsworte der Propheten.

## Rezeption
Der Psalm wurde u. a. in Bachs Motette: Singet dem Herrn ein neues Lied, BWV 225 vertont.